# Caesalpinia fimbriata
Caesalpinia fimbriata är en ärtväxtart som beskrevs av Louis René Tulasne. Caesalpinia fimbriata ingår i släktet Caesalpinia och familjen ärtväxter. Inga underarter finns listade i Catalogue of Life.